# Prodasineura croconota
Prodasineura croconota är en trollsländeart som först beskrevs av Friedrich Ris 1916.  Prodasineura croconota ingår i släktet Prodasineura och familjen Protoneuridae. IUCN kategoriserar arten globalt som livskraftig. Inga underarter finns listade i Catalogue of Life.